# رائول البنتوسا
رائول البنتوسا (انگلیسی: Raúl Albentosa؛ زادهٔ ۷ سپتامبر ۱۹۸۸) بازیکن فوتبال اهل اسپانیا است.
از باشگاه‌هایی که در آن بازی کرده‌است می‌توان به باشگاه فوتبال دربی کانتی، باشگاه فوتبال دینامو بخارست، باشگاه فوتبال رئال مورسیا، باشگاه خیمناستیک تاراگونا، باشگاه فوتبال الچه، باشگاه فوتبال ایبار، باشگاه فوتبال دپورتیوو لاکرونیا، باشگاه فوتبال زسکا صوفیه، باشگاه فوتبال کادیس، و باشگاه فوتبال مالاگا اشاره کرد.